# Uruguay en la Copa Mundial de Fútbol de 1974
La selección de Uruguay fue una de las 16 participantes de la Copa Mundial de Fútbol de 1974, se realizó en Alemania Federal.
Uruguay clasificó al torneo luego de obtener el primer lugar en su grupo por las clasificación sudamericana.

## Indumentaria
- Por última vez Uruguay presentó una camiseta de mangas largas en una Copa Mundial.
- Este certamen será la última Copa del Mundo en que un arquero del seleccionado uruguayo vestirá uniforme color negro, retornando, durante más de tres décadas, a la tradicional casaca gris.

## Clasificación
El seleccionado uruguayo culminó en el primer puesto en su grupo por diferencia de goles y logró la clasificación a la Copa Mundial de Fútbol de 1974.

### Grupo 1
| Equipo   | Pts | PJ | PG | PE | PP | GF | GC | Dif |
| -------- | --- | -- | -- | -- | -- | -- | -- | --- |
| Uruguay  | 5   | 4  | 2  | 1  | 1  | 6  | 2  | +4  |
| Colombia | 5   | 4  | 1  | 3  | 0  | 3  | 2  | +1  |
| Ecuador  | 2   | 4  | 0  | 2  | 2  | 3  | 8  | -5  |

| 24 de junio de 1973 | Colombia | 0:0 | Uruguay | Bogotá, Colombia                           |  |
|                     |          |     |         | Árbitro(s): Roberto Goicoechea (Argentina) |  |

| 1 de julio de 1973 | Ecuador       | 1:2 (1:1) | Uruguay                    | Quito, Ecuador                            |                                           |
|                    | Estupiñán 35' |           | Espárrago 41' · Morena 74' | Árbitro(s): Romualdo Arppi Filho (Brasil) | Árbitro(s): Romualdo Arppi Filho (Brasil) |

| 5 de julio de 1973 | Uruguay | 0:1 (0:0) | Colombia  | Montevideo, Uruguay          |                              |
|                    |         |           | Ortiz 71' | Árbitro(s): González (Chile) | Árbitro(s): González (Chile) |

| 8 de julio de 1973 | Uruguay                                 | 4:0 (3:0) | Ecuador | Montevideo, Uruguay           |                               |
|                    | Morena 4' 27' · Cubilla 30' · Milar 62' |           |         | Árbitro(s): Canete (Paraguay) | Árbitro(s): Canete (Paraguay) |

## Plantel
- Situación previa al inicio del torneo.

| #  | Nombre                  | Posición      | Edad | Club              |
| -- | ----------------------- | ------------- | ---- | ----------------- |
| 1  | Ladislao Mazurkiewicz   | Portero       | 29   | Atlético Mineiro  |
| 2  | Baudilio Jáuregui       | Defensa       | 28   | River Plate       |
| 3  | Juan Carlos Masnik      | Defensa       | 31   | Nacional          |
| 4  | Pablo Forlán            | Defensa       | 28   | Sao Paulo         |
| 5  | Julio Montero Castillo  | Defensa       | 30   | Granada           |
| 6  | Ricardo Pavoni          | Defensa       | 30   | Independiente     |
| 7  | Luis Cubilla            | Mediocampista | 34   | Nacional          |
| 8  | Víctor Espárrago        | Volante       | 29   | Sevilla           |
| 9  | Fernando Morena         | Delantero     | 22   | Peñarol           |
| 10 | Pedro Rocha             | Mediocampista | 31   | Sao Paulo         |
| 11 | Rubén Corbo             | Delantero     | 22   | Peñarol           |
| 12 | Héctor Santos           | Portero       | 29   | Alianza Lima      |
| 13 | Gustavo De Simone       | Defensa       | 26   | Defensor Sporting |
| 14 | Luis Garisto            | Volante       | 28   | Peñarol           |
| 15 | Mario «Bombón» González | Defensa       | 24   | Peñarol           |
| 16 | Alberto Cardaccio       | Mediocampista | 24   | Danubio           |
| 17 | Julio César Giménez     | Mediocampista | 19   | Peñarol           |
| 18 | Walter Mantegazza       | Mediocampista | 21   | Nacional          |
| 19 | Denis Milar             | Delantero     | 21   | Liverpool         |
| 20 | Juan Ramón Silva        | Delantero     | 25   | Peñarol           |
| 21 | José Gómez              | Delantero     | 24   | Cerro             |
| 22 | Gustavo Fernández       | Portero       | 22   | Rentistas         |
| DT | Roberto Porta           |               |      |                   |

## Participación

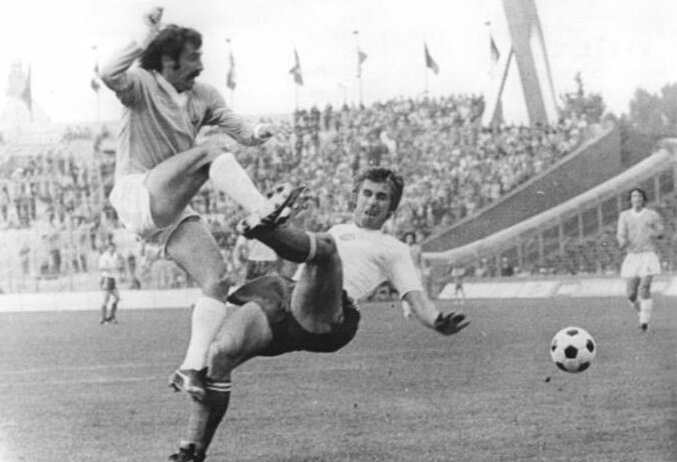
Disputa del balón entre Ricardo Pavoni de y Asparuh Nikodimov de en el partido por el grupo, que finalizó con un empate 1:1.

La selección de Uruguay integró el Grupo 3 en la primera fase junto con tres seleccionados europeos. Tras dos derrotas y un empate ocupó el cuarto lugar y quedó eliminada.

### Grupo 3
| Equipo       | Pts | PJ | PG | PE | PP | GF | GC | Dif |
| ------------ | --- | -- | -- | -- | -- | -- | -- | --- |
| Países Bajos | 5   | 3  | 2  | 1  | 0  | 6  | 1  | +5  |
| Suecia       | 4   | 3  | 1  | 2  | 0  | 3  | 0  | +3  |
| Bulgaria     | 2   | 3  | 0  | 2  | 1  | 2  | 5  | -3  |
| Uruguay      | 1   | 3  | 0  | 1  | 2  | 1  | 6  | -5  |

#### Contra Países Bajos
| 15 de junio de 1974 | Uruguay | 0:2 (0:1) | Países Bajos | Niedersachsenstadion, Hanóver                                        |                                                                      |
|                     |         | Reporte   | Rep 7' 86'   | Asistencia: 53.700 espectadores Árbitro(s): Károly Palotai (Hungría) | Asistencia: 53.700 espectadores Árbitro(s): Károly Palotai (Hungría) |

| 1  | PO | Ladislao Mazurkiewicz  |     |
| 2  | DF | Baudilio Jáuregui      |     |
| 3  | DF | Juan Masnik            |     |
| 4  | DF | Pablo Forlán           |     |
| 5  | DF | Julio Montero Castillo |     |
| 6  | DF | Ricardo Pavoni         |     |
| 7  | MC | Luis Cubilla           | 64' |
| 8  | MC | Víctor Espárrago       |     |
| 10 | MC | Pedro Rocha            |     |
| 18 | MC | Walter Mantegazza      |     |
| 9  | DE | Fernando Morena        |     |
| DT | DT | Roberto Porta          |     |

| 8  | PO | Jan Jongbloed      |
| 12 | DF | Ruud Krol          |
| 17 | DF | Wim Rijsbergen     |
| 20 | DF | Wim Suurbier       |
| 2  | MC | Arie Haan          |
| 3  | MC | Willem van Hanegem |
| 6  | MC | Wim Jansen         |
| 13 | MC | Johan Neeskens     |
| 14 | DE | Johan Cruyff       |
| 15 | DE | Rob Rensenbrink    |
| 16 | DE | Johnny Rep         |
| DT | DT | Rinus Michels      |

| 19 | MC | Denis Milar | 64' |

|  |

| Anotado | 7'  | Johnny Rep |
| Anotado | 86' | Johnny Rep |

| Amonestado | 25' | Walter Mantegazza |
| Amonestado | 50' | Pablo Forlán      |
| Amonestado | 65' | Juan Masnik       |

| Expulsado | 69' | Julio Montero Castillo |

| Árbitro             | Károly Palotai |
| Árbitros asistentes | Pavel Kazakov  |
| Árbitros asistentes | Nicolae Rainea |

| 1  | PO | Ladislao Mazurkiewicz  |     |
| 2  | DF | Baudilio Jáuregui      |     |
| 3  | DF | Juan Masnik            |     |
| 4  | DF | Pablo Forlán           |     |
| 5  | DF | Julio Montero Castillo |     |
| 6  | DF | Ricardo Pavoni         |     |
| 7  | MC | Luis Cubilla           | 64' |
| 8  | MC | Víctor Espárrago       |     |
| 10 | MC | Pedro Rocha            |     |
| 18 | MC | Walter Mantegazza      |     |
| 9  | DE | Fernando Morena        |     |
| DT | DT | Roberto Porta          |     |

| 8  | PO | Jan Jongbloed      |
| 12 | DF | Ruud Krol          |
| 17 | DF | Wim Rijsbergen     |
| 20 | DF | Wim Suurbier       |
| 2  | MC | Arie Haan          |
| 3  | MC | Willem van Hanegem |
| 6  | MC | Wim Jansen         |
| 13 | MC | Johan Neeskens     |
| 14 | DE | Johan Cruyff       |
| 15 | DE | Rob Rensenbrink    |
| 16 | DE | Johnny Rep         |
| DT | DT | Rinus Michels      |

| 19 | MC | Denis Milar | 64' |

|  |

| Anotado | 7'  | Johnny Rep |
| Anotado | 86' | Johnny Rep |

| Amonestado | 25' | Walter Mantegazza |
| Amonestado | 50' | Pablo Forlán      |
| Amonestado | 65' | Juan Masnik       |

| Expulsado | 69' | Julio Montero Castillo |

| Árbitro             | Károly Palotai |
| Árbitros asistentes | Pavel Kazakov  |
| Árbitros asistentes | Nicolae Rainea |

#### Contra Bulgaria
| 19 de junio de 1974 | Bulgaria  | 1:1 (0:0) | Uruguay    | Niedersachsenstadion, Hanóver                                        |                                                                      |
|                     | Bonev 75' | Reporte   | Pavoni 87' | Asistencia: 12.000 espectadores Árbitro(s): Jack Taylor (Inglaterra) | Asistencia: 12.000 espectadores Árbitro(s): Jack Taylor (Inglaterra) |

| 1  | PO | Rumyancho Goranov |     |
| 4  | DF | Stefan Velichkov  |     |
| 6  | DF | Dimitar Penev     |     |
| 17 | DF | Asparuh Nikodimov | 59' |
| 18 | DF | Tsonyo Vasilev    |     |
| 19 | DF | Kiril Ivkov       |     |
| 5  | MC | Bozhil Kolev      |     |
| 8  | MC | Hristo Bonev      |     |
| 7  | DE | Voyn Voynov       |     |
| 11 | DE | Georgi Denev      |     |
| 15 | DE | Pavel Panov       |     |
| DT | DT | Hristo Mladenov   |     |

| 1  | PO | Ladislao Mazurkiewicz |     |
| 2  | DF | Baudilio Jáuregui     |     |
| 4  | DF | Pablo Forlán          |     |
| 6  | DF | Ricardo Pavoni        |     |
| 14 | DF | Luis Garisto          | 73' |
| 8  | MC | Víctor Espárrago      |     |
| 10 | MC | Pedro Rocha           |     |
| 18 | MC | Walter Mantegazza     | 62' |
| 9  | DE | Fernando Morena       |     |
| 11 | DE | Rubén Corbo           |     |
| 19 | DE | Denis Milar           |     |
| DT | DT | Roberto Porta         |     |

| 9 | DF | Atanas Mihailov | 59' |

| 3  | MC | Juan Masnik       | 62' |
| 16 | DF | Alberto Cardaccio | 73' |

| Anotado | 75' | Hristo Bonev |

| Anotado | 87' | Ricardo Pavoni |

| Amonestado | 9' | Tsonyo Vasilev |

| Amonestado | 44' | Víctor Espárrago |

| Árbitro             | Jack Taylor   |
| Árbitros asistentes | Doğan Babacan |
| Árbitros asistentes | Klaus Ohmsen  |

| 1  | PO | Rumyancho Goranov |     |
| 4  | DF | Stefan Velichkov  |     |
| 6  | DF | Dimitar Penev     |     |
| 17 | DF | Asparuh Nikodimov | 59' |
| 18 | DF | Tsonyo Vasilev    |     |
| 19 | DF | Kiril Ivkov       |     |
| 5  | MC | Bozhil Kolev      |     |
| 8  | MC | Hristo Bonev      |     |
| 7  | DE | Voyn Voynov       |     |
| 11 | DE | Georgi Denev      |     |
| 15 | DE | Pavel Panov       |     |
| DT | DT | Hristo Mladenov   |     |

| 1  | PO | Ladislao Mazurkiewicz |     |
| 2  | DF | Baudilio Jáuregui     |     |
| 4  | DF | Pablo Forlán          |     |
| 6  | DF | Ricardo Pavoni        |     |
| 14 | DF | Luis Garisto          | 73' |
| 8  | MC | Víctor Espárrago      |     |
| 10 | MC | Pedro Rocha           |     |
| 18 | MC | Walter Mantegazza     | 62' |
| 9  | DE | Fernando Morena       |     |
| 11 | DE | Rubén Corbo           |     |
| 19 | DE | Denis Milar           |     |
| DT | DT | Roberto Porta         |     |

| 9 | DF | Atanas Mihailov | 59' |

| 3  | MC | Juan Masnik       | 62' |
| 16 | DF | Alberto Cardaccio | 73' |

| Anotado | 75' | Hristo Bonev |

| Anotado | 87' | Ricardo Pavoni |

| Amonestado | 9' | Tsonyo Vasilev |

| Amonestado | 44' | Víctor Espárrago |

| Árbitro             | Jack Taylor   |
| Árbitros asistentes | Doğan Babacan |
| Árbitros asistentes | Klaus Ohmsen  |

#### Contra Suecia
| 23 de junio de 1974 | Suecia                         | 3:0 (0:0) | Uruguay | Rheinstadion, Düsseldorf                                             |                                                                      |
|                     | Edström 46' 77' · Sandberg 74' | Reporte   |         | Asistencia: 27.000 espectadores Árbitro(s): Erich Linemayr (Austria) | Asistencia: 27.000 espectadores Árbitro(s): Erich Linemayr (Austria) |

| 1  | PO | Ronnie Hellström |     |
| 3  | DF | Kent Karlsson    |     |
| 4  | DF | Björn Nordqvist  |     |
| 5  | DF | Björn Andersson  |     |
| 13 | DF | Roland Grip      |     |
| 6  | MC | Ove Grahn        |     |
| 7  | MC | Bo Larsson       |     |
| 9  | MC | Ove Kindvall     | 76' |
| 10 | DE | Ralf Edström     |     |
| 11 | DE | Roland Sandberg  |     |
| 15 | DE | Benno Magnusson  | 60' |
| DT | DT | Georg Ericson    |     |

| 1  | PO | Ladislao Mazurkiewicz |     |
| 2  | DF | Baudilio Jáuregui     |     |
| 4  | DF | Pablo Forlán          |     |
| 6  | DF | Ricardo Pavoni        |     |
| 14 | DF | Luis Garisto          | 46' |
| 8  | MC | Víctor Espárrago      |     |
| 10 | MC | Pedro Rocha           |     |
| 18 | MC | Walter Mantegazza     |     |
| 9  | DE | Fernando Morena       |     |
| 11 | DE | Rubén Corbo           | 43' |
| 19 | DE | Denis Milar           |     |
| DT | DT | Roberto Porta         |     |

| 22 | DE | Thomas Ahlström   | 60' |
| 8  | MC | Conny Torstensson | 76' |

| 7 | DE | Luis Cubilla | 43' |
| 3 | DF | Juan Masnik  | 46' |

| Anotado | 46' | Ralf Edström    |
| Anotado | 74' | Roland Sandberg |
| Anotado | 77' | Ralf Edström    |

| Amonestado | 21' | Baudilio Jáuregui |

| Árbitro             | Erich Linemayr    |
| Árbitros asistentes | Vicente Llobregat |
| Árbitros asistentes | Heinz Aldinger    |

| 1  | PO | Ronnie Hellström |     |
| 3  | DF | Kent Karlsson    |     |
| 4  | DF | Björn Nordqvist  |     |
| 5  | DF | Björn Andersson  |     |
| 13 | DF | Roland Grip      |     |
| 6  | MC | Ove Grahn        |     |
| 7  | MC | Bo Larsson       |     |
| 9  | MC | Ove Kindvall     | 76' |
| 10 | DE | Ralf Edström     |     |
| 11 | DE | Roland Sandberg  |     |
| 15 | DE | Benno Magnusson  | 60' |
| DT | DT | Georg Ericson    |     |

| 1  | PO | Ladislao Mazurkiewicz |     |
| 2  | DF | Baudilio Jáuregui     |     |
| 4  | DF | Pablo Forlán          |     |
| 6  | DF | Ricardo Pavoni        |     |
| 14 | DF | Luis Garisto          | 46' |
| 8  | MC | Víctor Espárrago      |     |
| 10 | MC | Pedro Rocha           |     |
| 18 | MC | Walter Mantegazza     |     |
| 9  | DE | Fernando Morena       |     |
| 11 | DE | Rubén Corbo           | 43' |
| 19 | DE | Denis Milar           |     |
| DT | DT | Roberto Porta         |     |

| 22 | DE | Thomas Ahlström   | 60' |
| 8  | MC | Conny Torstensson | 76' |

| 7 | DE | Luis Cubilla | 43' |
| 3 | DF | Juan Masnik  | 46' |

| Anotado | 46' | Ralf Edström    |
| Anotado | 74' | Roland Sandberg |
| Anotado | 77' | Ralf Edström    |

| Amonestado | 21' | Baudilio Jáuregui |

| Árbitro             | Erich Linemayr    |
| Árbitros asistentes | Vicente Llobregat |
| Árbitros asistentes | Heinz Aldinger    |